# Dana Castañeda
Dana Daria Castañeda Guardia (ur. 8 lutego 1968 w Coclé) – panamska polityczka. Członkini i od 2024 roku przewodnicząca Zgromadzenia Narodowego Panamy.

## Życiorys
Castañeda urodziła się 8 lutego 1968 w prowincji Coclé.

### Edukacja i kariera zawodowa
W latach 1982–1987 studiowała na Colegio Ángel María Herrera. Ukończyła pięcioletnie studia z politologii na Universidad de Panamá. Ukończyła magisterskie studia prawnicze z prawa proceduralnego na Uniwersytecie w Salamance oraz z edukacji wyższej na Universidad Latina de Panamá.
W latach 2003–2008 roku pracowała jako prawniczka dla Corporación Chino-Panameña de Inversiones, chińskiej korporacji inwestycyjnej w Panamie.

### Działalność polityczna
Została członkinią Zgromadzenia Narodowego Panamy po wyborach generalnych w 2009 roku. Uzyskała reelekcję w wyborach generalnych w 2014 roku oraz w 2019 roku z ramienia partii Cambio Democrático.

#### Wybory w 2024 roku
Przed wyborami generalnymi w 2024 roku jej kandydatura napotkała problemy prawne w związku ze zgłoszeniem nieprawidłowości do Trybunału Wyborczego. Sąd drugiej instancji uniemożliwił jej start w wyborach w związku ze zbyt późną rezygnacją Castañedy ze stanowiska podsekretarza Zgromadzenia Narodowego Panamy, stanowiska niepozwalającego na start w wyborach. Panamskie prawo wyborcze stanowi, że ministrowie, wiceministrowie, dyrektorzy, zastępcy dyrektorów, sekretarze i podsekretarze oraz zarządzający podmiotów publicznych i spółek, którzy sprawowali urząd sześć miesięcy przed wyborami, nie mają prawa do pełnienia funkcji pochodzącej z wyborów. Decyzją Trybunału Wyborczego została dopuszczona do startu w wyborach.
W wyborach generalnych w 2024 roku ponownie została członkinią izby, tym razem z ramienia partii Realizando Metas, która powstała jako odłam z Cambio Democrático. Zasiadła w Komisji ds. Kobiet, Dzieci, Młodzieży i Rodziny. Reprezentuje okręg wyborczy 2–3, obejmujący dystrykty La Pintada, Natá oraz Olá w prowincji Coclé.
Wybory w 2024 roku zakończyły się brakiem jasnej większości w Zgromadzeniu Narodowym. Została zgłoszona jako jedna z kandydatów do objęcia przewodnictwa izbie w nowej kadencji, uzyskała wsparcie m.in. Ricarda Martinelliego, prezydenta Panamy w latach 2009–2014. 1 lipca 2024 została wybrana przewodniczącą izby dzięki 44 głosom pochodzącym od przedstawicieli każdej z partii obecnej w parlamencie.